# La Magie des automates
Pour les articles homonymes, voir Musée des automates (homonymie).

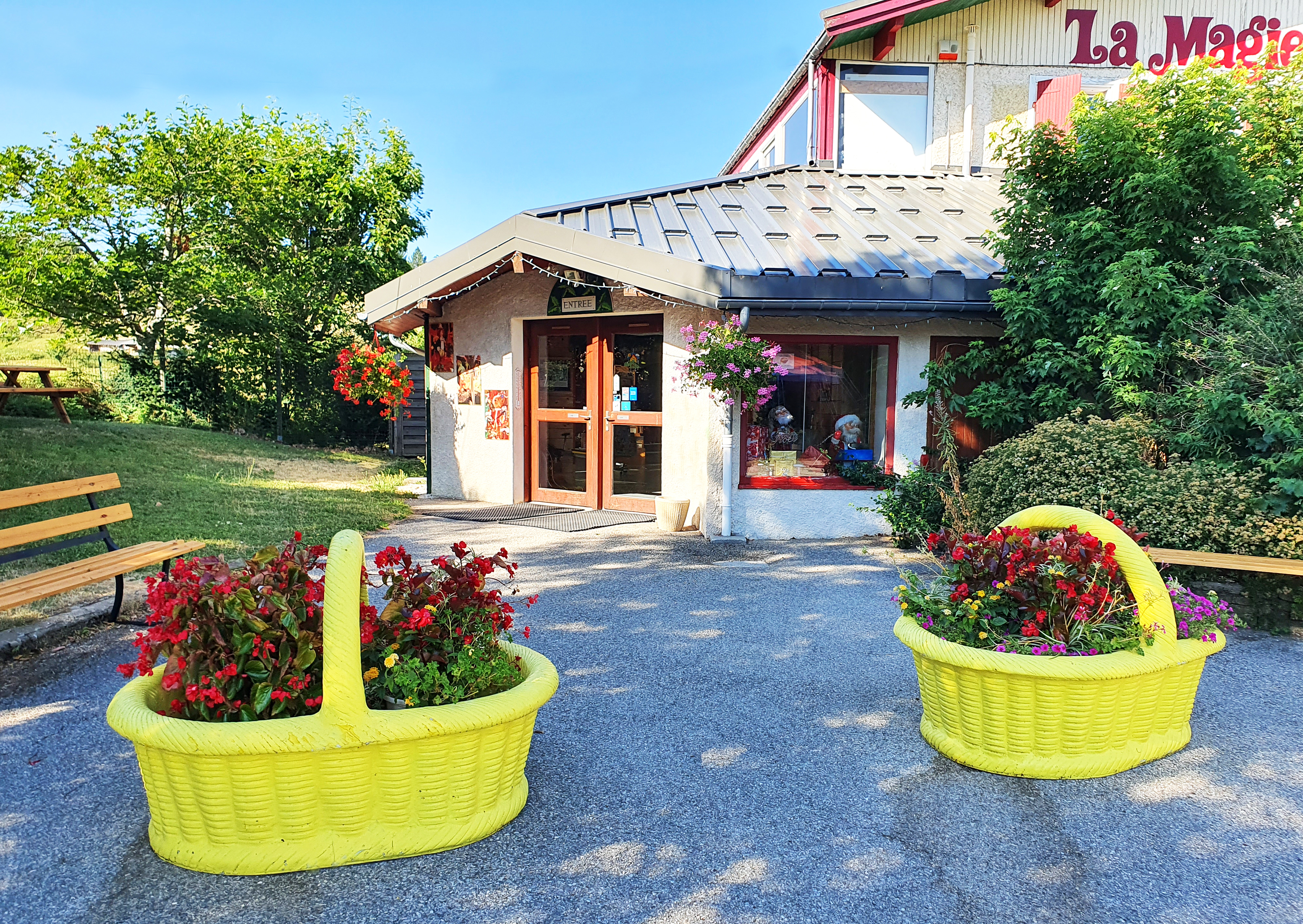
Le musée La Magie des Automates à Lans-en-Vercors

La Magie des automates est un musée privé situé à Lans-en-Vercors, dans le massif du Vercors, dans le département de l'Isère et la région Auvergne-Rhône-Alpes.
Celui-ci se présente sous la forme d'un bâtiment accueillant une exposition d'automates, associé à un espace de vente et à un espace extérieur.

## Description
Créé en 1982, La Magie des Automates est composée d'environ 350 personnages animéessur une superficie de 1 500 m2. Les automates sont disposés dans un décor accompagné de sons et de lumières. La visite dure environ 1 heure. Elle est adaptée aux adultes comme aux enfants avec des anecdotes et des jeux qui accompagnent les mises en scène. Une baguette magique est prêtée aux plus petits pour donner vie aux personnages. On y retrouve les thématiques de L'île aux trésors, Le Hameau du Père Noël, La Cascade des fées ou encore Le Robinet magique. Plus récemment, l'Igloo enneigé et La Fête de la Musique ont fait leur apparition.

## Localisation et accès
Le musée est situé sur le territoire de la commune de Lans-en-Vercors, à proximité du hameau de L'Olette, non loin de la route d'Engins et de Grenoble. Il s'agit de l'ancienne route nationale 531 — devenue RD 531 — et qui permet de rejoindre également la commune de Villard-de-Lans. Le musée et ses différentes salles sont accessibles aux personnes à mobilité réduite.
L'établissement possède un vaste parking pour les voitures et il est desservi par deux lignes d'autocars du réseau interurbain de l'Isère.
- la ligne T64 relie Grenoble à Villard-de-Lans par Engins et Lans-en-Vercors (arrêt : office de tourisme de Lans-en-Vercors)[7];
- la ligne T65 relie Lans-en-Vercors à Grenoble par Saint-Nizier-du-Moucherotte (arrêt : office de tourisme de Lans-en-Vercors)[8].

## Historique
Ce musée a été créé par Alain Bardo, passionné d’automates et de décors. Artiste diplômé des Beaux arts de Marseille, il a animé pendant plusieurs années des vitrines commerciales avec des automates et des décors qu’il a lui-même conçus.
En 1982 il décide de faire connaitre ses réalisations au public en créant La Magie des Automates où il présente une cinquantaine d’automates évoluant dans un décor créé entièrement par lui. D’années en années il agrandit son atelier en apportant innovations mécaniques et jeux pédagogiques. Depuis 2008 Antoine Bardo,, le fils d’Alain Bardo, a repris la direction du musée pour que le savoir faire et les techniques continuent d’être transmis au public. Après une quarantaine d'années de direction du musée, Alain Bardo s'est par la suite consacré à la création de crèche de Noël.
En mars 2012, un projet de téléphérique entre Fontaine est lancé par Marc Baïetto, président de Grenoble-Alpes Métropole, la gare d'arrivée étant prévue face à ce petit musée mais ce projet sera définitivement abandonné avant la fin de la décennie.

## Savoir-faire
Depuis 1982, 90% des automates et des décors sont fabriqués dans les ateliers du musée par une conception artisanale unique. Les automates sont faits en plâtre, résine ou en peluche. Pour mettre en place une nouvelle scène, le processus de conception mécanique et électrique est  minutieux et long. Il faut également prendre en compte la programmation des jeux de sons et de lumières.

## Le "Village Vercors"
Le "Village Vercors" est la partie extérieure du musée composée de plusieurs chalets animés. On y découvre les curiosités de la région telles que les spécificités culinaires ou la présentation de toutes les activités et professions possibles en montagne,,. Trois chalets appelés "Salles des mécaniques" montrent des systèmes mécaniques et électriques d'automates afin de mieux comprendre leur fonctionnement. Ainsi, après la découverte des automates durant la visite intérieure, place à la pédagogie en extérieur dans le jardin du musée.

## Événements
Le musée renouvelle régulièrement les scènes animées présentées au public. Pour le 40e anniversaire de l'établissement, une nouvelle grande scène festive et musicale a spécifiquement été installée avec des ratons-laveurs chanteurs, des souris qui dansent, des notes de musiques volantes et des instruments qui jouent tout seuls. Pour Pâques, une chasse aux œufs est généralement organisée. À l'approche de Noël, le Père Noël peut être présent au sein du musée.

## Services
Un espace goûter est ouvert toute l'année proposant des boissons froides et chaudes, des friandises, des gâteaux et des glaces en été. Il n'y a pas de restauration. Des aires de pique-nique avec tables et bancs sont à disposition sur les espaces verts du musée. Pour les jeunes enfants, une table à la langer et une chaise haute sont à disposition. Les allées de visite sont adaptées aux poussettes.

## Location d'automates
Depuis sa création, La Magie des Automates propose ses automates à la location afin d'animer des vitrines et des centres commerciaux. Le musée loue ses automates à l'unité ou installe des scènes animées temporairement.

## Pour en savoir plus